# Ярослав Червений
Ярослав Червений (чеськ. Jaroslav Červený, 6 січня 1895, Прага — 4 травня 1950) — чехословацький футболіст, що грав на позиції нападника і півзахисника.
Виступав за клуб «Спарта» (Прага), а також національну збірну Чехословаччини.
Багаторазовий чемпіон Чехословаччини.

## Клубна кар'єра
У дорослому футболі дебютував 1918 року виступами за команду клубу «Спарта» (Прага), кольори якої і захищав протягом усієї своєї кар'єри гравця.

## Виступи за збірну
1920 року дебютував в офіційних матчах у складі національної збірної Чехословаччини. Протягом кар'єри у національній команді, яка тривала 3 роки, провів у формі головної команди країни 7 матчів.
У складі збірної був учасником футбольного турніру на Олімпійських іграх 1924 року в Парижі.

## Титули і досягнення
- Чемпіон Чехословаччини (3):

«Спарта» (Прага): 1919, 1922, 1925—26
- Чемпіон Середньочеської ліги (5):

«Спарта» (Прага): 1919, 1920, 1921, 1922, 1923,
- Володар Середньочеського кубка (4):

«Спарта» (Прага): 1918, 1919, 1920, 1923, 1924
- Переможець Міжсоюзницьких ігор:

Чехословаччина (військова): 1919